# Dead Silence Hides My Cries
Dead Silence Hides My Cries ist eine 2009 gegründete Metalcore-Band aus Minsk, Belarus.

## Geschichte
Dead Silence Hides My Cries wurde 2009 von Matvei Fedorenchik (anfangs Gesang, nun E-Bass) gegründet. Mit Ewgeny Gewrasew (E-Gitarre), Igor (E-Bass), Sergey (Schlagzeug) und Vlad Yukhnel (E-Gitarre) stießen innerhalb kürzester Zeit vier weitere Musiker zu Fedorenchik, sodass die Gruppe ihr erstes Konzert bereits im März 2009 bestreiten konnte. Nachdem die Gruppe genug Songs erarbeitet hatte um eine EP produzieren zu können, starteten die Aufnahmen, welche aufgrund des Ausstieges einer ihrer Gitarristen unterbrochen werden mussten. Im Dezember 2009 erschien mit Everyone Burns in This Hell eine erste Single, allerdings in bescheidener Qualität. Die Gruppe stand in Kontakt mit den Labels Sumerian Records und StandBy Records, welche zu diesem Zeitpunkt noch unbekannt waren, jedoch kam eine Unterschrift bei diesen Labels aus unbekannten Gründen nicht zustande.
Im Dezember 2010 erschien das Debütalbum The Wretched Symphony in einer besseren Qualität. Zwischenzeitlich musste die Gruppe mehrere Besetzungswechsel hinnehmen, sodass nur noch Matvei Fedorenchik als einziger Musiker der ersten Besetzung der Band übrig blieb. Inzwischen spielen mit Ilya Matusevich (Schlagzeug), Maxim Chapliuk (E-Gitarre) und Nikita Zwonstsow (Keyboard) drei neue Musiker in der Band. Im Sommer 2011 erschien eine Deluxe-Edition von The Wretched Symphony mit 14 Stücken. Im Februar 2013 unterschrieb die Gruppe bei Artery Recordings. Über dieses Label erschien das zweite Album der Gruppe, das The Symphony of Hope heißt. Zurzeit sucht die Gruppe nach zwei Musikern in den USA.

## Stil
Die Gruppe spielt klassischen Post-Hardcore mit Einflüssen aus dem Metalcore, elektronischer und klassischer Musik. Die Gruppe selbst beschreibt ihren Musikstil als Epic Core. Die Songtexte, welche allesamt in englischer Sprache verfasst wurden, handeln eher über persönliche Themen. So widmete Fedorenchik Rest in Piece, My Friend seiner Großmutter, My Inspiration seiner Ex-Freundin, wobei die Titel Who Are You, Mr. Brooks und The Pursuit of the Dream nach den gleichnamigen Kinofilmen benannt wurden.

## Diskografie

### Demos
- 2010: Demo

### Singles
- 2012: My Hard and Long Way Home

### Alben
- 2010: The Wretched Symphony
- 2011: The Wretched Symphony Deluxe Edition
- 2013: The Symphony of Hope (Artery Recordings)

### Anderes
- 2012: HALO (Beyoncé-Cover)
- 2012: Set Fire to the Rain (Adele-Cover)
- 2013: Press Start (8-bit-Coversongs)